# 서울정애학교
서울정애학교(서울精愛學校)는 서울특별시 강남구 삼성동에 소재하는 공립 특수학교이다. 발달장애 학생을 위한 교육환경을 만들기 위해 초등학교, 중학교, 고등학교, 전공과 과정이 통합된 형태의 학교이다.

## 연혁
- 2000년 1월 15일 서울정애학교 설립인가
- 2000년 3월 1일 초대 도종호 교장 취임
- 2000년 5월 17일 개교식
- 2000년 10월 13일 전국 정신지체인 축구대회 2회 우승
- 2000년 12월 15일 학교소식지 발간(창간호)
- 2001년 7월 13일 정애스카우트 제 857대 발대식(21명)
- 2001년 12월 15일 학교소식지 발간(제2호)
- 2002년 10월 1일 인라인스케이트장 개장
- 2002년 10월 18일 제2회 교육인적자원부장관기 전국정신지체인 체육대회 종합 3위
- 2002년 12월 15일 학교소식지 발간(제3호)
- 2002년 12월 31일 서울특별시교육청 체육우수학교 표창 수상
- 2006년 3월 1일 서울특별시교육청 지정 특수교육 시범학교 지정
- 2006년 9월 1일 제2대 이후자 교장 취임
- 2007년 10월 25일 서울특별시교육청 지정 특수교육 시범학교 운영보고회